# Thomás Pompeu de Souza Brasil Netto
Thomás Pompeu de Souza Brasil Netto (Rio de Janeiro, 1 de janeiro de 1908 — Fortaleza, 10 de setembro de 1985) foi um engenheiro brasileiro. Foi presidente da Confederação Nacional da Indústria (CNI) de 1968 a 1977.

## Biografia
Filho do renomado médico Thomaz Pompeu Filho e Noemi Coelho Pompeu. Foi casado com Bertha Leche Pompeu com quem teve os filhos José Pompeu, Alba,  Ângela e Thomaz Bisneto. E no 2º casamento com Santinha Alves Araújo teve os filhos Marcos e Ricardo.
Segundo presidente da Federação das Indústrias do Estado do Ceará (FIEC) de 1964 a 1967, presidente dos Conselhos Regionais do SESI/CE e SENAI/CE e diretor regional do SESI no período de 1964 a 1971. Foi o principal organizador e presidente do Sindicato da Indústria de Fiação e Tecelagem do Ceará até 1962 e presidente da Associação Comercial de 1955 a 1956.
Em 14 de Outubro de 1968 assumiu a presidência da Confederação Nacional da Indústria (CNI) ficando até 1977 sendo reconhecido por ter uma visão humanística do processo de industrialização do Brasil.
Construiu e fez funcionar em Fortaleza os Centros de Atividade Thomaz Pompeu de Souza Brasil do SESI/CE e o Centro de Formação Profissional de Tecnologia Gráfica Waldyr Diogo de Siqueira. No interior, construiu o Centro de Atividades do SESI/CE no Crato.
Realizou notáveis empreendimentos na direção nacional do SESI e do SENAI quer no aspecto material, quer na integração do potencial de valores humanos do operário brasileiro em todas as formas de progresso transformado em realidade social.

## Condecorações
- 3º agraciado com a Medalha do Mérito Industrial da FIEC (1974),
- Medalha de Mérito do Trabalho do Ministério do Trabalho e Previdência Social, grau Comendador
- Medalha comemorativa do 50º aniversário da OIT
- Mérito Naval da Ordem dos Veleiros, grau Comendador
- Mérito Aeronáutico
- Mérito Nacional da França, grau Oficial
- Recebeu o Troféu Sereia de Ouro, do Grupo Edson Queiroz,[16]